# طوبال جاوي
طوبال جاوي (الاسم العلمي: Nyssa javanica) هو نوع من النباتات يتبع جنس الطوبال من الفصيلة القرانية.